# Langues kadaï
Les langues kadai ou kadaï ou kra sont un groupe de langues taï-kadaï parlées par de petites populations au sud-est de la Chine et au nord du Viêt Nam.

## Localisation géographique
Les locuteurs des langues kadai vivent en Chine dans les provinces de Guizhou et du Yunnan et au Viêt Nam dans les provinces de Cao Bằng, Hà Giang, Lào Cai et de Sơn La.

## Liste des langues
Les langues kadai sont:
- lachi
- gelao
  - gelao rouge, a'ou, a'ou de Hongfeng, mulao
  - gelao blanc, gelao blanc de Pudi, gelao blanc de Niupo
  - gelao vert, gelao vert de Liangshui
  - gao
- buyang 
  - buyang ecun
  - baha
  - buyang langjia
  - yerong
- laha
- qabiao
- en